# 브래드 매독스

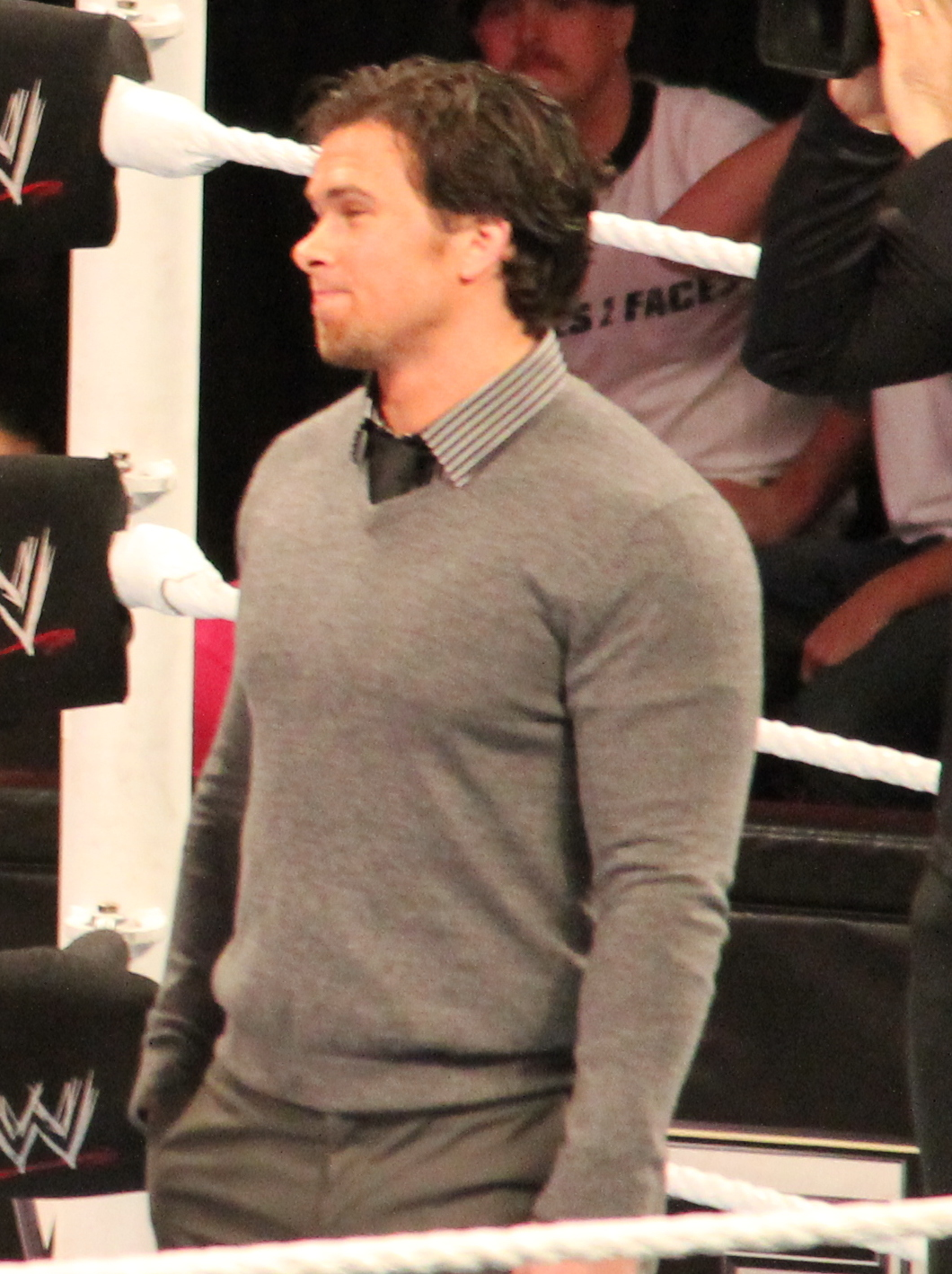

브래드 매독스(Brad Maddox)라는 링 네임으로 잘 알려진 브렌트 웰링턴(Brent Wellington)은 본명은 타일러 클러츠(Tyler Kluttz, 1984년 5월 4일 ~ ) 미국의 프로레슬링선수다. 처음에는 주로 심판을 했으나 WWE 헬 인 어 셀 2012에서 메인 이밴트에서 라이백한테 로우 블로우를 하면서 결국에는 2012년 11월 12일 WWE Raw에서 등장을 했다. 현재는 먼데이 나이트 RAW의 제너럴 매니저를 맡고 있다가 2014년 5월 26일 Raw에서 해고를 당하고 만다. 키는 181cm 몸무게는 90kg이다.